# Frank Evers Beddard
Pour les articles homonymes, voir Evers.
Frank Evers Beddard est un zoologiste britannique, né le 19 juin 1858 à Dudley et mort le 14 juillet 1925.

## Biographie
Il fait ses études à Harrow puis à New College (Oxford). Il y obtient un Master of Arts puis un Doctorat of Sciences. Il occupe les fonctions de naturaliste à bord de l’HMS Challenge de 1882 à 1884. Il est ensuite prosecteur à la Zoological Society of London de 1884 à 1915 et donne des cours de biologie au Guy's Hospital. Il devient membre de la Royal Society en 1892. Il fait notamment paraître Animal coloration: an account of the principal facts and theories relating to the colours and markings of animals (1892), Text-book of zoogeography (1895), A monograph of the oligochaeta (1895), Structure and classification of birds (1898), A book of whales (1900) et Earthworms and their allies (1912). Il reçoit la médaille linnéenne en 1916.